# Zbór Braterskiej Jednoty Baptystów w Brniště
Zbór Braterskiej Jednoty Baptystów w Brniště – zbór baptystyczny znajdujący się w czeskim Brniště. Zbór powstał w 1945 r., gdy dotarli do Brniště czescy reemigranci z polskiego Zelowa. Obecnie liczy około 30 zborowników. Pastorem zboru jest kaznodzieja Miloš Matys.

## Pastorzy
- 1945–1946 – Josef Theofil Tuček
- 1946–1948 – Karel Buba st.
- 1948–1950 – Vilém Volanský
- 1957–1966 – Josef Theofil Tuček
- 1969–1971 – Miloš Šolc st.
- 1972–1977 – Daniel Průša
- 1977–1992 – Jiří Šperl
- 1992–1999 – Jan Bistranin
- 1999–2007 – Milan Svoboda
- 2007- – Miloš Matys